# UEFA-Pokal 1986/87
Der UEFA-Pokal 1986/87 war die 16. Auflage des Wettbewerbs und wurde vom IFK Göteborg zum zweiten Mal nach 1982 gewonnen.
Nach der Katastrophe von Heysel 1985 waren englische Mannschaften für eine Teilnahme am Wettbewerb gesperrt.

## Modus
Es wurden insgesamt sechs Runden in Hin- und Rückspielen ausgetragen. Bei Torgleichstand entschied zunächst die Anzahl der auswärts erzielten Tore, danach eine Verlängerung und abschließend erst das Elfmeterschießen.

## 1. Runde
|                             | Gesamt          |                       | Hinspiel | Rückspiel |
| --------------------------- | --------------- | --------------------- | -------- | --------- |
| Jeunesse Esch               | 2:3             | KAA Gent              | 1:2      | 1:1       |
| Neuchâtel Xamax             | 5:1             | Lyngby BK             | 2:0      | 3:1       |
| Borussia Mönchengladbach    | 4:1             | FK Partizan Belgrad   | 1:0      | 3:1       |
| KSK Beveren                 | 1:0             | Vålerenga Oslo        | 1:0      | 0:0       |
| OFI Kreta                   | 1:4             | Hajduk Split          | 1:0      | 0:4       |
| KS Flamurtari Vlora         | (a)1:1(a)       | FC Barcelona          | 1:1      | 0:0       |
| RC Lens                     | 1:2             | Dundee United         | 1:0      | 0:2       |
| ÍA Akranes                  | 00:15           | Sporting Lissabon     | 0:9      | 0:6       |
| Athletic Bilbao             | 2:1             | 1. FC Magdeburg       | 2:0      | 0:1       |
| Atlético Madrid             | 3:2             | Werder Bremen         | 2:0      | 1:2 n. V. |
| Pécsi Mecsek FC             | 1:2             | Feyenoord Rotterdam   | 1:0      | 0:2       |
| Sparta Prag                 | 2:3             | Vitória Guimarães     | 1:1      | 1:2       |
| Heart of Midlothian         | (a)3:3(a)       | FK Dukla Prag         | 3:2      | 0:1       |
| FC Nantes                   | 1:5             | Turin Calcio          | 0:4      | 1:1       |
| Kalmar FF                   | 1:7             | Bayer 04 Leverkusen   | 1:4      | 0:3       |
| FK Dinamo Minsk             | 3:4             | Győri ETO FC          | 2:4      | 1:0       |
| TJ Sigma ZTS Olmütz         | 1:5             | IFK Göteborg          | 1:1      | 0:4       |
| Coleraine FC                | 1:2             | BSG Stahl Brandenburg | 1:1      | 0:1       |
| Legia Warschau              | 1:0             | Dnepr Dnepropetrowsk  | 0:0      | (1)1:0 1  |
| Glasgow Rangers             | 4:2             | Ilves Tampere         | 4:0      | 0:2       |
| Bayer 05 Uerdingen          | 7:0             | FC Carl Zeiss Jena    | 3:0      | 4:0       |
| Linzer ASK                  | 1:2             | Widzew Łódź           | 1:1      | 0:1       |
| Sportul Studențesc Bukarest | 2:1             | Omonia Nikosia        | 1:0      | 1:1       |
| Hibernians Football Club    | 00:10           | FK Trakia Plowdiw     | 0:2      | 0:8       |
| NK Rijeka                   | 1:2             | Standard Lüttich      | 0:1      | 1:1       |
| SSC Neapel                  | 1:1 (3:4 i. E.) | FC Toulouse           | 1:0      | 0:1 n. V. |
| Spartak Moskau              | 1:0             | FC Luzern             | 0:0      | 1:0       |
| Inter Mailand               | 3:0             | AEK Athen             | 2:0      | 1:0       |
| AC Florenz                  | 1:1 (1:3 i. E.) | Boavista Porto        | 1:0      | 0:1 n. V. |
| FC Swarovski Tirol          | 3:2             | ZFKA Sredez Sofia     | 3:0      | 0:2       |
| Galway United               | 2:8             | FC Groningen          | 1:3      | 1:5       |
| Galatasaray Istanbul        | 2:3             | Universitatea Craiova | 2:1      | 0:2       |

## 2. Runde
|                             | Gesamt    |                       | Hinspiel | Rückspiel |
| --------------------------- | --------- | --------------------- | -------- | --------- |
| FK Dukla Prag               | (a)1:1(a) | Bayer 04 Leverkusen   | 0:0      | 1:1       |
| FC Barcelona                | (a)2:2(a) | Sporting Lissabon     | 1:0      | 1:2       |
| Hajduk Split                | 5:3       | FK Trakia Plowdiw     | 3:1      | 2:2       |
| FC Swarovski Tirol          | (a)4:4(a) | Standard Lüttich      | 2:1      | 2:3       |
| IFK Göteborg                | 3:1       | BSG Stahl Brandenburg | 2:0      | 1:1       |
| FC Toulouse                 | 4:6       | Spartak Moskau        | 3:1      | 1:5       |
| Dundee United               | 3:1       | Universitatea Craiova | 3:0      | 0:1       |
| Widzew Łódź                 | 0:2       | Bayer 05 Uerdingen    | 0:0      | 0:2       |
| Legia Warschau              | (a)3:3(a) | Inter Mailand         | 3:2      | 0:1       |
| Vitória Guimarães           | 2:1       | Atlético Madrid       | 2:0      | 0:1       |
| Borussia Mönchengladbach    | 7:1       | Feyenoord Rotterdam   | 5:1      | 2:0       |
| Sportul Studențesc Bukarest | 1:4       | KAA Gent              | 0:3      | 1:1       |
| Turin Calcio                | 5:1       | Győri ETO FC          | 4:0      | 1:1       |
| FC Groningen                | (a)1:1(a) | Neuchâtel Xamax       | 0:0      | 1:1       |
| KSK Beveren                 | 4:3       | Athletic Bilbao       | 3:1      | 1:2       |
| Glasgow Rangers             | 3:1       | Boavista Porto        | 2:1      | 1:0       |

## 3. Runde
|                    | Gesamt    |                          | Hinspiel | Rückspiel |
| ------------------ | --------- | ------------------------ | -------- | --------- |
| Dundee United      | 2:0       | Hajduk Split             | 2:0      | 0:0       |
| KAA Gent           | 0:5       | IFK Göteborg             | 0:1      | 0:4       |
| FC Groningen       | 1:3       | Vitória Guimarães        | 1:0      | 0:3       |
| Spartak Moskau     | 1:2       | FC Swarovski Tirol       | (2)1:0 2 | 0:2       |
| Bayer 05 Uerdingen | 0:4       | FC Barcelona             | 0:2      | 0:2       |
| Turin Calcio       | 3:1       | KSK Beveren              | 2:1      | 1:0       |
| Glasgow Rangers    | (a)1:1(a) | Borussia Mönchengladbach | 1:1      | 0:0       |
| FK Dukla Prag      | 0:1       | Inter Mailand            | 0:1      | 0:0       |

## Viertelfinale
|                          | Gesamt    |                    | Hinspiel | Rückspiel |
| ------------------------ | --------- | ------------------ | -------- | --------- |
| Dundee United            | 3:1       | FC Barcelona       | 1:0      | 2:1       |
| Borussia Mönchengladbach | 5:2       | Vitória Guimarães  | 3:0      | 2:2       |
| Turin Calcio             | 1:2       | FC Swarovski Tirol | 0:0      | 1:2       |
| IFK Göteborg             | (a)1:1(a) | Inter Mailand      | 0:0      | 1:1       |

## Halbfinale
|               | Gesamt |                          | Hinspiel | Rückspiel |
| ------------- | ------ | ------------------------ | -------- | --------- |
| IFK Göteborg  | 5:1    | FC Swarovski Tirol       | 4:1      | 1:0       |
| Dundee United | 2:0    | Borussia Mönchengladbach | 0:0      | 2:0       |

## Finale

### Hinspiel
| IFK Göteborg                              | IFK Göteborg | Dundee United | Dundee United |
| ----------------------------------------- | --- | --- | ------------- |
| IFK Göteborg                              | \| 6. Mai 1987 in Göteborg (Nya Ullevi) \| \| Ergebnis: 1:0 (1:0) \| \| Zuschauer: 50.023 \| \| Schiedsrichter: Siegfried Kirschen ( DDR) \| | \| 6. Mai 1987 in Göteborg (Nya Ullevi) \| \| Ergebnis: 1:0 (1:0) \| \| Zuschauer: 50.023 \| \| Schiedsrichter: Siegfried Kirschen ( DDR) \|                                                                               | Dundee United |
| IFK Göteborg                              | Thomas Wernerson – Mats-Ola Carlsson, Glenn Hysén , Peter Larsson, Stig Fredriksson – Magnus Johansson (68. Roland Nilsson), Tord Holmgren (90. Lars Zetterlund), Michael Andersson, Tommy Holmgren – Stefan Pettersson, Lennart Nilsson Cheftrainer: Gunder Bengtsson | Billy Thomson – John Holt, Paul Hegarty (56. John Clark), David Narey , Maurice Malpas – Jim McInally, Eamonn Bannon, Dave Bowman (90. Dave Beaumont), Ian Redford – Billy Kirkwood, Paul Sturrock Cheftrainer: Jim McLean | Dundee United |
| IFK Göteborg                              | 1:0 Stefan Pettersson (38.) | | Dundee United |
| 6. Mai 1987 in Göteborg (Nya Ullevi)      | | |               |
| Ergebnis: 1:0 (1:0)                       | | |               |
| Zuschauer: 50.023                         | | |               |
| Schiedsrichter: Siegfried Kirschen ( DDR) | | |               |

### Rückspiel
| Dundee United                           | Dundee United | IFK Göteborg | IFK Göteborg |
| --------------------------------------- | --- | --- | ------------ |
| Dundee United                           | \| 20. Mai 1987 in Dundee (Tannadice Park) \| \| Ergebnis: 1:1 (0:1) \| \| Zuschauer: 20.911 \| \| Schiedsrichter: Ioan Igna ( Rumänien) \|                                                                                    | \| 20. Mai 1987 in Dundee (Tannadice Park) \| \| Ergebnis: 1:1 (0:1) \| \| Zuschauer: 20.911 \| \| Schiedsrichter: Ioan Igna ( Rumänien) \| | IFK Göteborg |
| Dundee United                           | Billy Thomson – John Holt (46. Paul Hegarty), David Narey , John Clark, Maurice Malpas – Billy Kirkwood, Jim McInally, Ian Redford (67. Eamonn Bannon) – Kevin Gallacher, Iain Ferguson, Paul Sturrock Cheftrainer: Jim McLean | Thomas Wernerson – Mats-Ola Carlsson, Glenn Hysén , Peter Larsson, Stig Fredriksson – Roland Nilsson (80. Lars Zetterlund), Tord Holmgren, Michael Andersson, Tommy Holmgren (70. Per Edmund Mordt) – Stefan Pettersson, Lennart Nilsson Cheftrainer: Gunder Bengtsson | IFK Göteborg |
| Dundee United                           | 1:1 John Clark (59.) | 0:1 Lennart Nilsson (22.) | IFK Göteborg |
| 20. Mai 1987 in Dundee (Tannadice Park) | | |              |
| Ergebnis: 1:1 (0:1)                     | | |              |
| Zuschauer: 20.911                       | | |              |
| Schiedsrichter: Ioan Igna ( Rumänien)   | | |              |

## Beste Torschützen
| Rang | Spieler           | Klub                     | Tore |
| ---- | ----------------- | ------------------------ | ---- |
| 1    | Peter Houtman     | FC Groningen             | 5    |
|      | Jari Rantanen     | IFK Göteborg             | 5    |
|      | Paulinho Cascavel | Vitória Guimarães        | 5    |
| 4    | Rob McDonald      | Sporting Lissabon        | 4    |
|      | Miloš Bursać      | Hajduk Split             | 4    |
|      | David Fairclough  | KSK Beveren              | 4    |
|      | Robert Fernández  | FC Barcelona             | 4    |
|      | John Clark        | Dundee United            | 4    |
|      | Antonio Comi      | Turin Calcio             | 4    |
|      | Peter Pacult      | Wacker Innsbruck         | 4    |
|      | Giuseppe Dossena  | Turin Calcio             | 4    |
|      | Uwe Rahn          | Borussia Mönchengladbach | 4    |